# Podnoszenie ciężarów na Letnich Igrzyskach Olimpijskich 1980 – waga lekka mężczyzn
Rywalizacja w wadze do 67,5 kg mężczyzn w podnoszeniu ciężarów na Letnich Igrzyskach Olimpijskich 1980 odbyła się 23 lipca 1980 roku w hali Pałac Sportu Izmajłowo. W rywalizacji wystartowało 20 zawodników z 16 krajów. Tytułu sprzed czterech lat nie obronił Petro Korol z ZSRR, który tym razem nie startował. Nowym mistrzem olimpijskim został Janko Rusew z Bułgarii, srebrny medal wywalczył Joachim Kunz z NRD, a trzecie miejsce zajął kolejny Bułgar - Minczo Paszow.

## Wyniki
| Pozycja | Zawodnik                 | Reprezentacja   | Waga  | Rwanie | Rwanie | Rwanie | Podrzut | Podrzut | Podrzut | Wynik |
| Pozycja | Zawodnik                 | Reprezentacja   | Waga  | 1      | 2      | 3      | 1       | 2       | 3       | Wynik |
| ------- | ------------------------ | --------------- | ----- | ------ | ------ | ------ | ------- | ------- | ------- | ----- |
| 1. !    | Janko Rusew              | Bułgaria        | 66,90 | 142,5  | 147,5  | 150,0  | 185,0   | 190,0   | 195,0   | 342,5 |
| 2. !    | Joachim Kunz             | NRD             | 67,30 | 145,0  | 150,0  | 150,0  | 185,0   | 190,0   | 195,0   | 335,0 |
| 3. !    | Minczo Paszow            | Bułgaria        | 67,10 | 135,0  | 140,0  | 142,5  | 177,5   | 182,5   | 190,0   | 325,0 |
| 4       | Daniel Senet             | Francja         | 67,30 | 140,0  | 145,0  | 147,5  | 170,0   | 175,0   | 180,0   | 322,5 |
| 5       | Günter Ambraß            | NRD             | 66,85 | 135,0  | 135,0  | 140,0  | 175,0   | 180,0   | 185,0   | 320,0 |
| 6       | Zbigniew Kaczmarek       | Polska          | 67,15 | 135,0  | 140,0  | 142,5  | 177,5   | 177,5   | 182,5   | 317,5 |
| 7       | Raúl González            | Kuba            | 67,25 | 140,0  | 145,0  | 147,5  | 172,5   | 177,5   | 177,5   | 317,5 |
| 8       | Virgil Dociu             | Rumunia         | 67,10 | 135,0  | 140,0  | 142,5  | 170,0   | 170,0   | 175,0   | 310,0 |
| 9       | Dušan Drška              | Czechosłowacja  | 67,00 | 130,0  | 130,0  | -      | 160,0   | 175,0   | 175,0   | 290,0 |
| 10      | Juhani Salakka           | Finlandia       | 66,65 | 125,0  | 130,0  | 130,0  | 152,5   | 157,5   | 157,5   | 282,5 |
| 11      | Basilios Stellios        | Australia       | 67,35 | 122,5  | 122,5  | 127,5  | 155,0   | 160,0   | 165,0   | 282,5 |
| 12      | Nicolas Lasorsa          | Francja         | 67,00 | 125,0  | 130,0  | 130,0  | 155,0   | 155,0   | 160,0   | 280,0 |
| 13      | Li Gwang-ju              | Korea Północna  | 67,35 | 125,0  | 130,0  | 130,0  | 155,0   | 155,0   | 157,5   | 280,0 |
| 14      | Leo Isaac                | Wielka Brytania | 67,50 | 117,5  | 122,5  | 122,5  | 157,5   | 165,0   | 165,0   | 275,0 |
| 15      | Pawlos Lespuridis        | Grecja          | 66,80 | 120,0  | 125,0  | 125,0  | 145,0   | 145,0   | 150,0   | 270,0 |
| 16      | Walter Legel             | Austria         | 66,95 | 120,0  | 125,0  | 125,0  | 150,0   | 155,0   | 155,0   | 270,0 |
| 17      | Mohammed Yaseen Mohammed | Irak            | 67,40 | 120,0  | 125,0  | 125,0  | 145,0   | 155,0   | 155,0   | 270,0 |
| 18      | Alan Winterbourne        | Wielka Brytania | 67,35 | 117,5  | 117,5  | 117,5  | 150,0   | 160,0   | 160,0   | 267,5 |
| 19      | Andrés Santoyo           | Meksyk          | 59,60 | 115,0  | 115,0  | 120,0  | 145,0   | 155,0   | 155,0   | 260,0 |
| 20      | Sergio De Luca           | San Marino      | 56,00 | 105,0  | 110,0  | 112,5  | 137,5   | 142,5   | 145,0   | 255,0 |